# Saint-Rémy-Boscrocourt
 Saint-Rémy-Boscrocourt  es una población y comuna francesa, en la región de Alta Normandía, departamento de Sena Marítimo, en el distrito de Dieppe y cantón de Eu.

## Demografía
| 583 | 618 | 641 | 635 | 672 | 694 |
| Para los censos de 1962 a 1999 la población legal corresponde a la población sin duplicidades (Fuente: INSEE [Consultar]) |     |     |     |     |     |